# Torre di Cala Galera
La torre di Cala Galera è una fortificazione costiera situata su un promontorio tra Castiglione della Pescaia e Punta Ala, poco a nord rispetto al forte delle Rocchette.

## Storia
La torre costiera fu costruita dai Pisani in epoca duecentesca con funzioni di avvistamento, divenendo nei secoli successivi uno dei punti di riferimento per il sistema difensivo di questo tratto di costa del granducato di Toscana.
La fortificazione, venne ristrutturata dai Medici nella seconda metà del Cinquecento, più precisamente tra il 1562 e il 1568.
Dopo che nel tardo Settecento la fortificazione versava in mediocre condizioni, i Lorena effettuarono ulteriori interventi di restauro.
Il complesso difensivo rimase sede di un presidio fino al 1847, anno in cui venne disarmata e completamente dismessa dalle funzioni militari. In seguito, la torre fu venduta a privati.
Nel corso del Novecento l'intero complesso conobbe un lungo periodo di degrado, terminato con un recente restauro che ha riportato la struttura difensiva agli antichi splendori.

## Descrizione
La torre di Cala Galera si presenta a sezione circolare, poggiante su un imponente basamento a scarpa cordonato, con il portale d'ingresso situato al piano rialzato preceduto da una rampa di scale che originariamente culminava con un ponte levatoio che garantiva una maggiore sicurezza nel controllo degli accessi. Le pareti, originariamente rivestite in pietra, risultano intonacate a seguito degli interventi di restauro della fine del Settecento. Alcune feritoie si aprono sulle pareti ad altezze diverse, mentre la parte alta, che originariamente culminava con un ballatoio, risulta priva di coronamenti.
Presso la torre si trova un edificio annesso, di epoca coeva, costituito da un principale corpo di fabbrica a pianta rettangolare, a cui si addossa ad un'estremità un più piccolo corpo di fabbrica a pianta quadrata, conferendo nell'insieme una planimetria ad L all'edificio che in passato ospitava probabilmente una polveriera.